# Capadoci
El capadoci és el dialecte grec parlat a Capadòcia fins que els habitants grecs en van ser expulsats el 1922. És una llengua derivada de l'antic capadoci i avui dia és parlat per uns centenars de persones a Grècia.
Els habitants de Capadòcia parlaven una llengua indoeuropea derivada de l'hitita, que progressivament fou influït pel grec, especialment després de la conquesta de Pèrsia per Alexandre el Gran. La llengua formada amb aquesta barreja va esdevenir el capadoci, i degut a la llarga dominació grega (334 aC-1071) fou una llengua cada vegada més propera al grec.
El 1071 després de la batalla de Mantziciert, i la conquesta seljúcida de l'Àsia Menor, la llengua va agafar influències turques. Igualment aquestes influències van esdevenir predominants a causa del gran temps que la dominació turca va durar (1071-1922). Els parlants cada vegada eren menys per les barreges amb la població turca i pel pas d'alguns parlants cap al turc.
Després del 1922 els capadocis que parlaven una barreja de turc i grec i que conservaven la religió ortodoxa, van haver d'emigrar a Grècia. Allí la llengua es va deixar de parlar per evitar el rebuig social, ja que sonava com a turc. Hi ha constància de persones que el parlaven fins als anys seixanta.
El grec capadoci és un dels casos ben documentats de mort d'una llengua, amb la particularitat de la significativa barreja d'elements no-indoeuropeus en una llengua indoeuropea, com la introducció de l'harmonia vocàlica i el canvi d'ordre sintàctic amb el verb al final de frase.
El maig de 2005 es va descobrir que encara quedava una bossa de parlants d'aquesta llengua, formada per uns centenars de persones, a Kavala (Grècia).